# 板桥镇 (罗平县)
板桥镇，是中华人民共和国云南省曲靖市罗平县下辖的一个镇。

## 行政区划
板桥镇下辖以下地区：
东胜社区、板桥社区、牛补社区、乐岩社区、玉马村、舍邦歹村、金鸡村、品德村、安勒村、大鸡登村、募补村、浙都村和花红村。